# Claire Serre Combe
Claire Serre-Combe (Grenoble) é uma activista feminista francesa, actual presidente e porta-voz da associação Osez lhe féminisme! (Atrevam-se ao feminismo!) desde maio de 2014. Representa também a associação no Alto Conselho para a igualdade entre as mulheres e os homens desde janeiro de 2016 substituindo a Magali  De Haas presente desde 2013. É também secretária nacional do Sindicato Francês de Artistas Intérpretes (SFA-CGT) na região de Paris desde abril de 2015.